# Tomisławice (przystanek kolejowy)
Tomisławice – nieczynny wąskotorowy przystanek osobowy w Tomisławicach, w gminie Wierzbinek, w powiecie konińskim, w województwie wielkopolskim, w Polsce. Został wybudowany w 1914 roku przez okupacyjne władze niemieckie.